# Lijst van Belgische fanfareorkesten
Dit is een lijst van Belgische fanfareorkesten gesorteerd naar gemeenten of regio's.

## A
- Katholieke Fanfare Eendracht Aalter
- Fanfare Hoger Op Aartrijke
- Koninklijke Fanfare Kempenbloei, Achel
- Koninklijke Fanfare "Verenigde Vrienden", Adegem
- Koninklijke Fanfare St.-Aloysius Alken
- Fanfare De Broederband Antwerpen
- Koninklijke Fanfare "De Eendracht", Anzegem
- Katholieke Fanfare Sint-Cecilia, Appels
- Koninklijke Fanfare Vreugd in Vrijheid Appels
- Koninklijke Fanfare "Wampegalm", Arendonk
- Koninklijke Katholieke Muziekmaatschappij "Sint-Cecilia Appels", Appels-Dendermonde
- Koninklijke Fanfare St-Jansvrienden Averbode

## B
- Koninklijke Fanfare Het Werk der Toekomst Beerse
- Nieuwe Koninklijke Fanfare Sint-Jozef Beersel-Lot
- Koninklijke Fanfare Willen is Kunnen Beerst
- Koninklijke Fanfare De Gouden Lier Beerzel (Putte)
- Koninklijke Fanfare Willen is Kunnen Berendrecht
- Fanfare Willen is Kunnen Berlaar
- Koninklijke Fanfare Sint Cecilia Berlaar vzw

- Konininklijke Fanfare De Leiegalm Bissegem
- Koninklijke Fanfare Hand in Hand Binkom
- Koninklijke Fanfare De Vrienden van 't Recht Blaasveld
- Koninklijke Harmonie De Weergalm van Meerdaal Blanden
- Fanfareorkest St.-Lutgardis Blauberg-Herselt
- Koninklijke Fanfare De Braakmanszonen en dochters Boekhoute
- Koninklijke Fanfare Sint-Cecilia Booischot

- Koninklijke Fanfare Vrijheid en Onafhankelijkheid Boutersem
- Koninklijke Fanfare Sint-Donatus Bouwel
- Koninklijke Fanfare Vlijt en Eendracht Brecht
- Fanfare Phalange Royale Artistique, Brussel
- Koninklijke Fanfare De Herleving Brussegem
- Koninklijke Fanfare Sint-Issidorus Buggenhout

## D
- Koninklijke Fanfare de Ridder Jans Zonen Dadizele
- Koninklijke Fanfare Sint-Cecilia Deerlijk
- Koninklijke Fanfare "De Eendracht", Dessel
- Koninklijke Muziekvereniging De Leiezonen Desselgem
- Koninklijke Oude Fanfare Dilsen-Houttissen
- Fanfare Royale "Union Musicale", Dottignies
- Koninklijke Fanfare De Ware Vrienden Kortrijk-Dutsel
- Koninklijke Fanfare De Vrije Belgen, Dilbeek
- Koninklijke Fanfare De Trouwe Vrienden Duffel-Mijlstraat (Mijlstraats muziekorkest)

## E
- Koninklijke Fanfare Sint-Rosalia Edegem
- Koninklijke Fanfare Sint-Lambertus Eindhout
- Fanfare Arbeid Ekeren
- Koninklijke Fanfare Eendracht Eksel
- Koninklijke fanfare Hoop in de Toekomst Eppegem
- Koninklijke fanfare De Verbroedering Erps-Kwerps
- Koninklijke Fanfare De Plezante Wielrijders Evere
- Koninklijke Fanfare De Verenigde Vrienden Eversel
- Koninklijke Fanfare Sint Cecilia Erembodegem

## F
- Fanfaar Fatal (Antwerpen)

## G
- Vooruit Met De Kuit Gent
- Koninklijke Harmonie Sint-Cecilia Gingelom
- Koninklijke Fanfare Deugd Verheft, Grasheide
- Koninklijke Fanfare De Eendracht Verbrande Brug Grimbergen
- Koninklijke Fanfare De Moedige Vrienden Grimbergen
- Koninklijke Fanfare vzw. "De Ware Vrienden", Grimbergen
- Koninklijke Fanfare Sint-Cecilia, Grote-Brogel
- Koninklijke Fanfare "Kunst Veredelt", Gullegem
- Koninklijke Fanfare Graaf d'Elissem,

## H
- Koninklijke Fanfare Sint-Cecilia Haasdonk
- Koninklijke Fanfare Sint-Isidorus Hakendover-Wulmersum
- Koninklijke Fanfare De Berthoutzonen Hallaar (Heist-op-den-Berg)
- Koninklijke "Sint-Martinusfanfare", Halle
- Koninklijke Fanfare Sint Vincentius Halle-Buizingen
- Koninklijke Fanfare De Eendracht, Hamont-Lo
- Koninklijke Fanfare Kempenbloei, Hamont-Achel
- Koninklijke Fanfare Sint Cecilia Harelbeke
- Koninklijke Fanfare Sint Cecilia Heestert
- Koninklijke Fanfare De Katholieke Gilde Hekelgem (Affligem)

- Koninklijke Fanfare Albert Hever
- Koninklijke Fanfare Iever maakt Vooruitgang Heindonk
- Koninklijke Fanfare De Goorse Bloesem, Heist-op-den-Berg
- Koninklijke Fanfare Moed en Volharding Heist-op-den-Berg
- Koninklijke Fanfare Rust-Roest-Verbroedering Heist-op-den-Berg
- Koninklijke Fanfare Sint-Trudo, Helchteren
- Vlaams Fanfare Orkest, Herentals
- Koninklijke Fanfare Sint-Pieter Herenthout
- Koninklijke Fanfare St.-Caecilia Hingene-Eikevliet
- Koninklijke Fanfare Sint Amand Hoeleden

- Koninklijke Fanfare Hoop in de Toekomst Hoepertingen
- Koninklijke Fanfare Sinte Cecilia Hofstade
- Koninklijke Fanfare Sinte-Catharina Hoogstraten
- Koninklijke Fanfare "Maurus", Holsbeek
- Koninklijke Fanfare De Vredegalm Houtvenne
- Koninklijke Fanfare "De Vrijheidsvrienden" Huizingen
- Koninklijke Fanfare De Ware Vrienden Huldenberg
- Koninklijke Fanfare "Eendracht maakt Macht", Hulshout
- Koninklijke Fanfare De Rumolduszonen, Humbeek

## I
- Koninklijke Katholieke Fanfare De Eendracht Itegem
- Koninklijke Stadsfanfaren Izegem
- Koninklijke Fanfare "Kunstliefde", Idegem
- Koninklijke Fanfare "De Vrije Eendracht", Itegem

## J
- Koninklijke harmonie "Sint-Cecilia", Jabbeke

## K
- Koninklijke Fanfare "Onder Ons", Koersel (Beringen)
- Koninklijke Fanfare "Vrede en Eendracht", Kachtem
- Koninklijke Fanfare De Eendracht Kampenhout
- Koninklijke Fanfare Alliance Kanne
- Koninklijke Fanfare St. Cecilia, Kanne
- Koninklijke Fanfare "Iever en Eendracht", Kapelle-op-den-Bos
- Koninklijke Katholieke Fanfare "De Vrije Vlaamse Zonen", Kapelle-op-den-Bos
- Koninklijke Socialistische Fanfare "De Werker", Kapelle-op-den-Bos
- Koninklijke Fanfare Sint-Jozef Kleine-Brogel
- VVZ-Band, Concertband Nieuwenrode, Kapelle-op-den-Bos

- Koninklijke Liberale Fanfare "De XXXIV" Kapellen
- Koninklijke Fanfare Sint-Cecilia Kastel
- Koninklijke Fanfare De Kunstminnaars Kasterlee
- Koninklijke Fanfare De Eendracht Keerbergen
- Koninklijke Harmonie "Sint-Cecilia" Keiem
- Koninklijke Fanfare "Sint-Cecilia", Kermt, Hasselt
- Koninklijke Fanfare "De Vriendenkring" 1882, Kessenich
- Koninklijke Fanfare "Leopold- en Albertisten", Kieldrecht
- Koninklijke Fanfare De Vrijheidszonen Kinrooi
- Koninklijke Muziekvereniging Willen is Kunnen Knesselare
- Koninklijke Fanfare De Eendracht, Koningshooikt

- Koninklijke Fanfare St-Cecilia Kortemark
- Koninklijke Fanfare Sint-Amor, Kortenaken
- Concertband Eendracht Kortenberg
- Koninklijke Fanfare Vlamingen Vooruit Kortenberg
- Koninklijke Fanfare "Sint-Cecilia", Heule, Kortrijk
- Koninklijke Harmonie Eendracht, Kortrijk
- Koninklijke Fanfare Sint-Jozef Kotem
- Koninklijke Fanfare "Kunst en Vrijheid", Kraainem
- Koninklijke Fanfare St. Cecilia, Kruibeke
- Koninklijke Fanfare Sint-Lambertus Kwaadmechelen

## L
- Fanfareorkest De Vlaamsche Jongens Lanklaar-Dilsen
- Fanfareorkest Lebbeke
- Koninklijke Fanfare St. Lambertus Leefdaal
- Koninklijke Fanfare Sinte Cecilia Leffinge
- Koninklijke Fanfare "De Fanfaren", Lembeek
- Fanfare Sint-Jozef Leopoldsburg
- Leuvense Studentenfanfare

- Koninklijke Fanfare Vreugd in Deugd Lichtaart
- Koninklijke Fanfare Sint-Cecilia De Zwaan Lichtervelde
- Koninklijke Fanfare Vermaak en Kunst Lille
- Koninklijke Fanfare In Vriendschap en Vrede Loksbergen
- Koninklijke Fanfare De Moedige Vlamingen Lokeren Heiende
- Koninklijke Fanfare De Eendracht Onze Lieve Vrouw Lombeek
- Koninklijke Fanfare De Ware Vrienden der Eendracht, Malderen

- Koninklijke Fanfare "L'Union" 1872, Londerzeel
- Koninklijke Fanfare "Sint-Cecilia", Londerzeel (Centrum)
- Koninklijke Fanfare "Sint-Cecilia" Londerzeel Sint-Jozef
- Koninklijke Muziekvereniging Concordia, Londerzeel Malderen
- Koninklijke Fanfare Eendracht Maakt Macht, Lot
- Fanfare Kunst en Vermaak Lovenjoel
- Koninklijke Fanfare Help U Zelve Lubbeek

## M
- Koninklijke Fanfare Sint Cecilia Maasmechelen
- Koninklijke Fanfare Gevaertkring Machelen
- Koninklijke Fanfare De Noorderzonen Westmalle, Malle
- Koninklijk Fanfareorkest Volksopbeuring Massemen vzw
- Koninklijke Fanfare "St. Caecilia", Leest - Mechelen
- Fanfare de Eendracht Meer Hoogstraten

- Koninklijke Fanfare De Ware Vrienden Meerbeek
- Koninklijke Fanfare Sint-Cecilia Meerdonk
- Fanfare Voor Eer en Deugd Meersel-Dreef
- Koninklijke Fanfare Sint-Cecilia Meeswijk
- Koninklijke fanfare Sint-Willebrordus Merksplas
- Koninklijke Fanfare Sint-Cecilia Moerzeke Kastel

- Koninklijke Fanfare De Marckezonen Minderhout
- Koninklijke Fanfare St.-Jozefsgilde Mol-Sluis
- Fanfare Sint-Amandusvrienden Molenstede
- Koninklijke Fanfare De Lauwerkrans, Mopertingen
- Koninklijke Fanfare Zucht naar Kunst Morkhoven
- Koninklijke Fanfare St.-Isidorus Molenbeersel

## N
- Koninklijke Fanfare Vrije Vlaamse Zonen Nieuwenrode
- Koninklijke Fanfare De Eendracht Nieuwerkerken
- Koninklijke Katholieke Fanfare 1882, Nieuwpoort
- Koninklijke Fanfare Sint Hubertus, Neerglabbeek
- Koninklijke Fanfare De Noorderzonen Noorderwijk
- Koninklijke Fanfare "De Eendracht", Nossegem
- Koninklijke Fanfare Dommelgalm, Neerpelt

## O
- Koninklijke Fanfare De Verenigde Vrienden Oevel
- Jeugdfanfare In Tutto Oevel
- Koninklijke Fanfare De Eendracht Okselaar
- Koninklijke Fanfare De Toekomst Olen
- Koninklijke Fanfare Sint Isidorus van Onze Lieve Vrouw Olen
- Koninklijk Jeugdmuziekkorps "Onze-Lieve-Vrouwecollege", Oostende

- Koninklijke Fanfare Graaf d’Elissem Onze-Lieve-Vrouw Waver
- Koninklijke Fanfare De Strijders Oosterwijk-Westerlo
- Koninklijke Fanfare Vriendenkring Oostham
- Koninklijke Fanfare "De Eendracht", Oostkamp
- Koninklijke Fanfare Sint Kristoffel Opgrimbie

- Koninklijke Fanfare Sint Dionysius Opoeteren
- Koninklijke Fanfare De Mogenster Opstal
- Koninklijke Fanfare De Burgerzonen Oud-Turnhout
- Koninklijke Fanfare De Verenigde Vrienden Overmere
- Koninklijke Fanfare Nut en Vermaak Overpelt

## P
- Koninklijke Fanfare Sint-Cecilia Passendale vzw
- Koninklijke Fanfare Vrijheid en Onafhankelijkheid Pellenberg
- Koninklijke Fanfare Willen is Kunnen Pellenberg
- Konimklijke Fanfare Tenierskring, Perk
- Koninklijke Fanfare "De Gretry Kring", Peutie
- Koninklijke Fanfare "Eendracht & Kunstijver", Pittem
- Koninklijke Fanfare Verbroedering Poederlee
- Koninklijke Fanfare Verbroedering Putte-Grens
- Koninklijke Fanfare St.-Niklaas Putte
- Koninklijke Fanfare Trouw in Deugd 1847 Putte

## R
- Koninklijke Fanfare Sint Huibrecht Ramsel
- Koninklijke Fanfare De Nachtegaal Ranst
- Koninklijke Fanfare Jeugd en Vreugd Ravels-Eel
- Koninklijke Fanfare De Vlaamse Leeuw Relst
- Koninklijke Fanfare De Heidegalm Retie-Schoonbroek
- Koninklijke Fanfare Vermaak na Arbeid Rijkevorsel
- Koninklijke Fanfare De Mottegalm Rillaar
- Koninklijke Fanfare Sint-Cecilia Rotselaar
- Koninklijke Fanfare Sint-Cecilia Ruddervoorde
- Koninklijke Katholieke Fanfare Sint-Jozef Rupelmonde

## S
- Koninklijke Fanfare "Sint-Hubertus", Schaffen
- Koninklijke Fanfare Takjes worden Bomen Schilde
- Koninklijke Fanfare De Heidegalm Schoonbroek
- Koninklijke Fanfare De Ware Eendracht Schriek
- Koninklijke Fanfare (nu Harmonie) De Weergalm der Winghe Sint-Joris-Winge
- Koninklijke Fanfare De Vrede Sint-Jozef-Olen

- Koninklijke Fanfare "Sint-Cecilia", Sint-Pieters-Leeuw
- Jeugdfanfare Sint-Lievens-Houtem
- Koninklijke Fanfare "Iever en Eendracht", Sleidinge
- Koninklijke Fanfare Verbroedering Stabroek
- Koninklijke Fanfare Sint-cecilia Steenbrugge
- Koninklijke Katholieke Fanfare Eendracht maakt Macht Steendorp
- Koninklijke Fanfare Vermaak na Arbeid, Sint-Huibrechts-Lille (Neerpelt)

- Liberale Fanfare Sinte Cecilia Steendorp
- Socialistische Fanfare Arbeid en Kunst Steendorp
- Koninklijke Muziekvereniging Broedermin Sterrebeek
- Koninklijke Fanfare De Vrije Belgen, Sint-Martens-Bodegem
- Koninklijke Fanfare "Mont-Franc", Sluizen
- Studentenfanfare Ghendt

## T
- Koninklijke Fanfare Brass Band Kempenzonen, Tielen
- Koninklijke Fanfare Sint-Jozef Onze-Lieve Vrouw Tielt
- Koninklijke fanfare Willen is Kunnen, Tisselt
- Koninklijke Fanfare Concordia, Tisselt
- Koninklijke Fanfare Sint-Cecilia Tongerlo
- Fanfare T-blazers Tongerlo
- Fanfare TOETERDONK, Tildonk

## U
- Koninklijke Fanfare Sint-Pietersvrienden, Uitbergen

## V
- Koninklijke Fanfare De Vrije Burgers Val-Meer
- Koninklijke Fanfare De Wijngaard Veerle
- Koninklijke Fanfare Sint-Lambertus Veldwezelt
- Koninklijke Fanfare Moed & Volharding Velzeke
- Koninklijke Fanfare Sint-Cecilia Vichte
- Koninklijke Fanfare De Ware Eendracht, Vlezenbeek
- Sint Jozefsfanfare Ons Vermaak Voorshoven-Neeroeteren
- Koninklijk Harmonie Orkest Concordia Vorst-Laakdal
- Koninklijke Fanfare De Ware Vrienden Vosselaar
- Koninklijke Fanfare Kunst Veredelt Vroenhoven
- Koninklijke Oude Fanfare Sint-Cecilia Vucht

## W
- Fanfare St. Lucia Loenhout (Wuustwezel)
- Koninklijke Fanfare St.-Cecilia Waarloos
- Koninklijke Fanfare Recht en Vooruit, Wakkerzeel-Hacht
- Koninklijke Fanfare Sint-Pharaïldis Wambeek
- Koninklijke Fanfare St. Nicolaüskring (SNK) Weelde
- Koninklijke Fanfare Sint Servaes Wemmel

- Fanfareorkest Brass-Aux-Saxes, Westerlo
- Koninklijke Fanfare De Noorderzonen Westmalle
- Koninklijke Fanfare De Eendracht Westrode
- Koninklijke Fanfare Onafhankelijkheid Wiekevorst
- Koninklijke Fanfare St.-Jansvrienden Wiekevorst
- Koninklijke Fanfare Sint-Cecilia Wieze

- Koninklijke Fanfare Sint-Martinus Wilsele
- Koninklijke Fanfare Willen is Kunnen Wippelgem
- Koninklijke fanfare De Wampegalm Arendonk
- Koninklijke Fanfare Hoop en Vlijt Westerlo
- Koninklijke Fanfare De Verenigde Vrienden Wolfsdonk

## Z
- Koninklijke Fanfare St.-Amelberga Zandhoven
- Koninklijke Fanfare "St.-Cecilia" Zarren-Werken
- Koninklijke Fanfare De Verbroedering van Zandvliet
- Koninklijke Fanfare "De Leerzuchtige Broeders", Zele
- Fanfare "Willen is Kunnen", Laar, Zemst
- Koninklijke Fanfare De Werkmanszonen Zichen-Zussen-Bolder
- Koninklijke Fanfare De Lindekring Zoersel
- Koninklijke Fanfare St.-Cecilia Zoutleeuw
- Katholieke Koninklijke Zwijndrechtse Saxofoonfanfare "De Eendracht", Zwijndrecht